# Hans Thoma

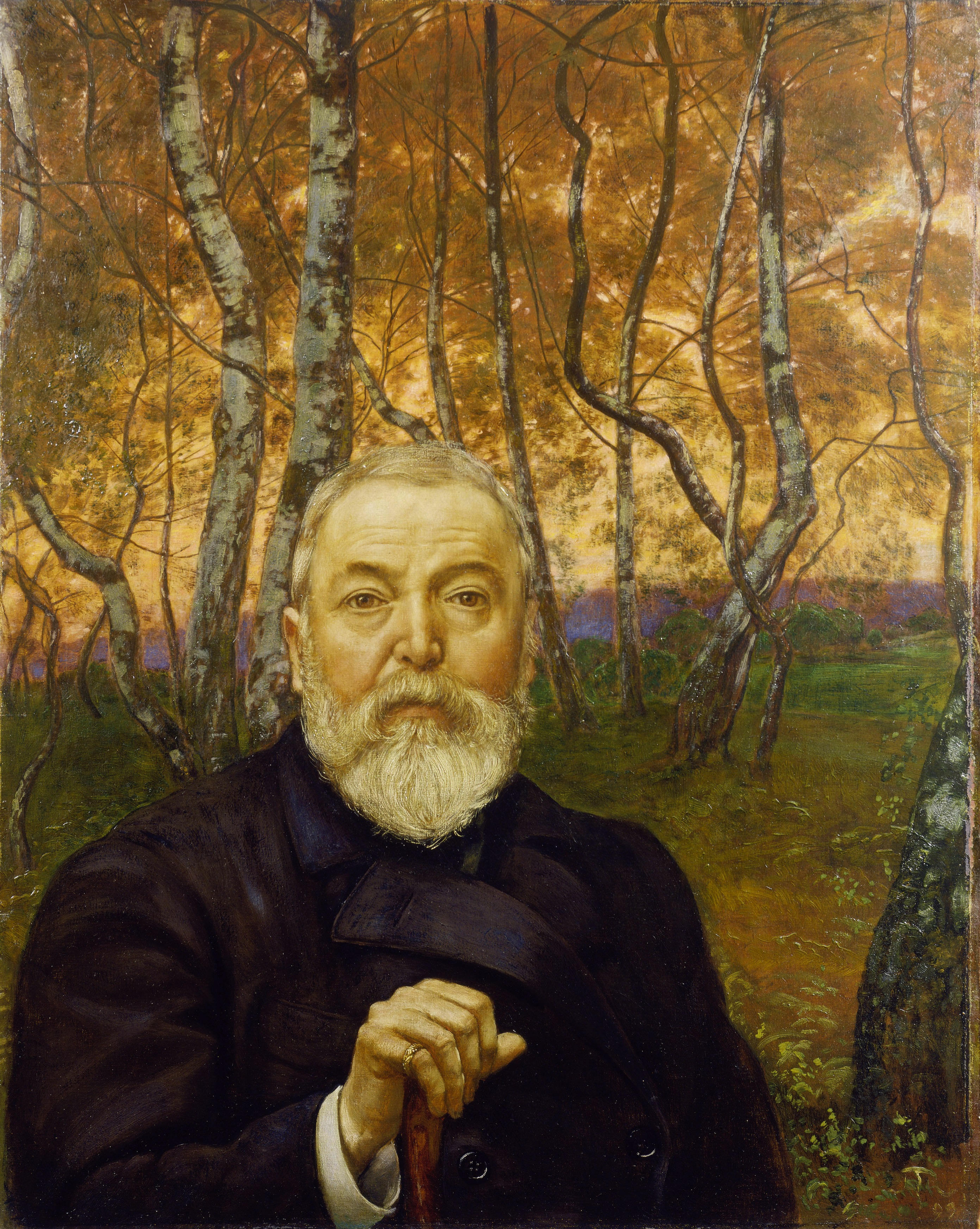
Selbstbildnis vor einem Birkenwald, 1899

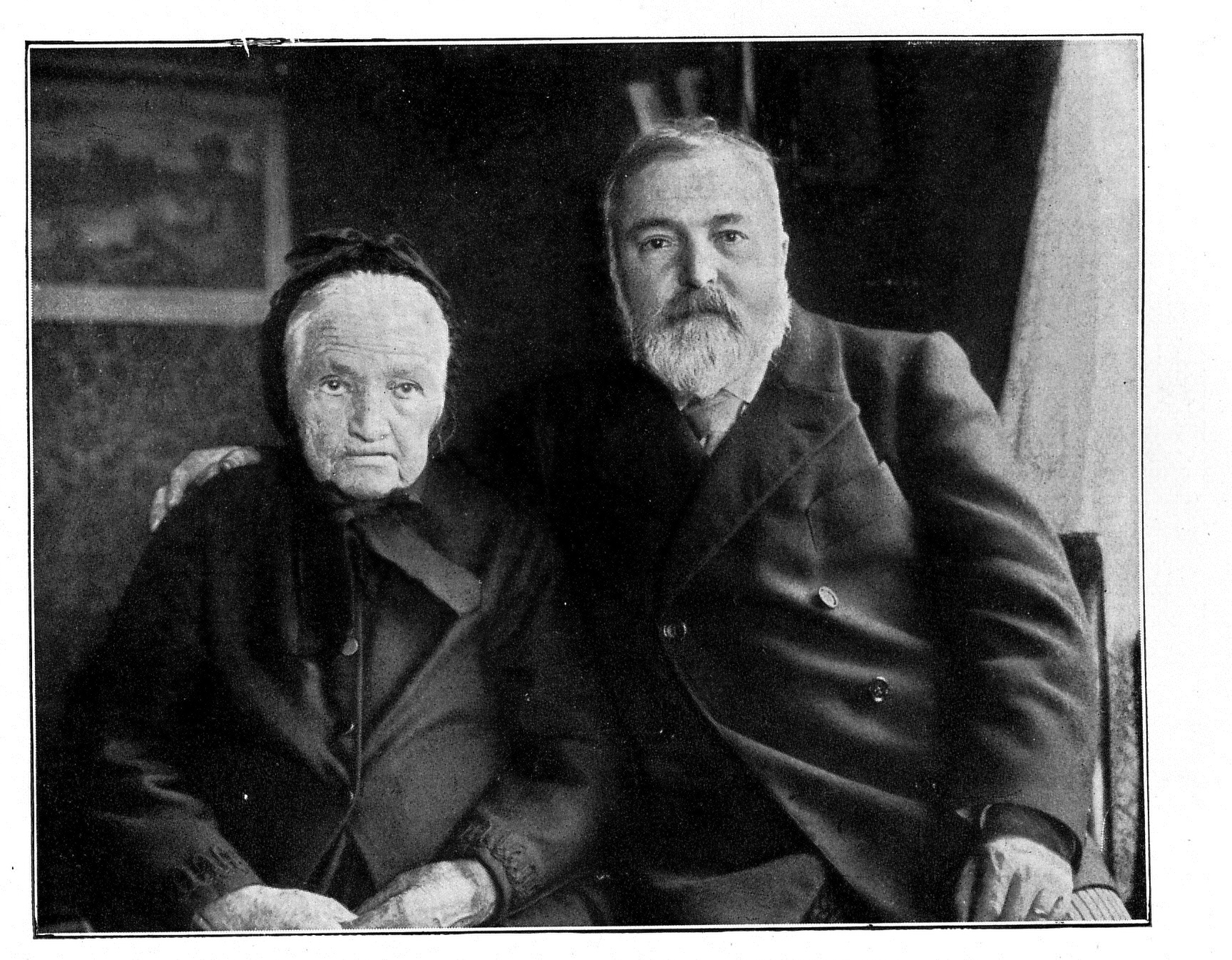
Hans Thoma mit Mutter (1900)

Hans Thoma (* 2. Oktober 1839 in Oberlehen, Bernau im Schwarzwald, heute Landkreis Waldshut; † 7. November 1924 in Karlsruhe) war ein deutscher Maler und Grafiker.

## Leben

### Herkunft und Ausbildung

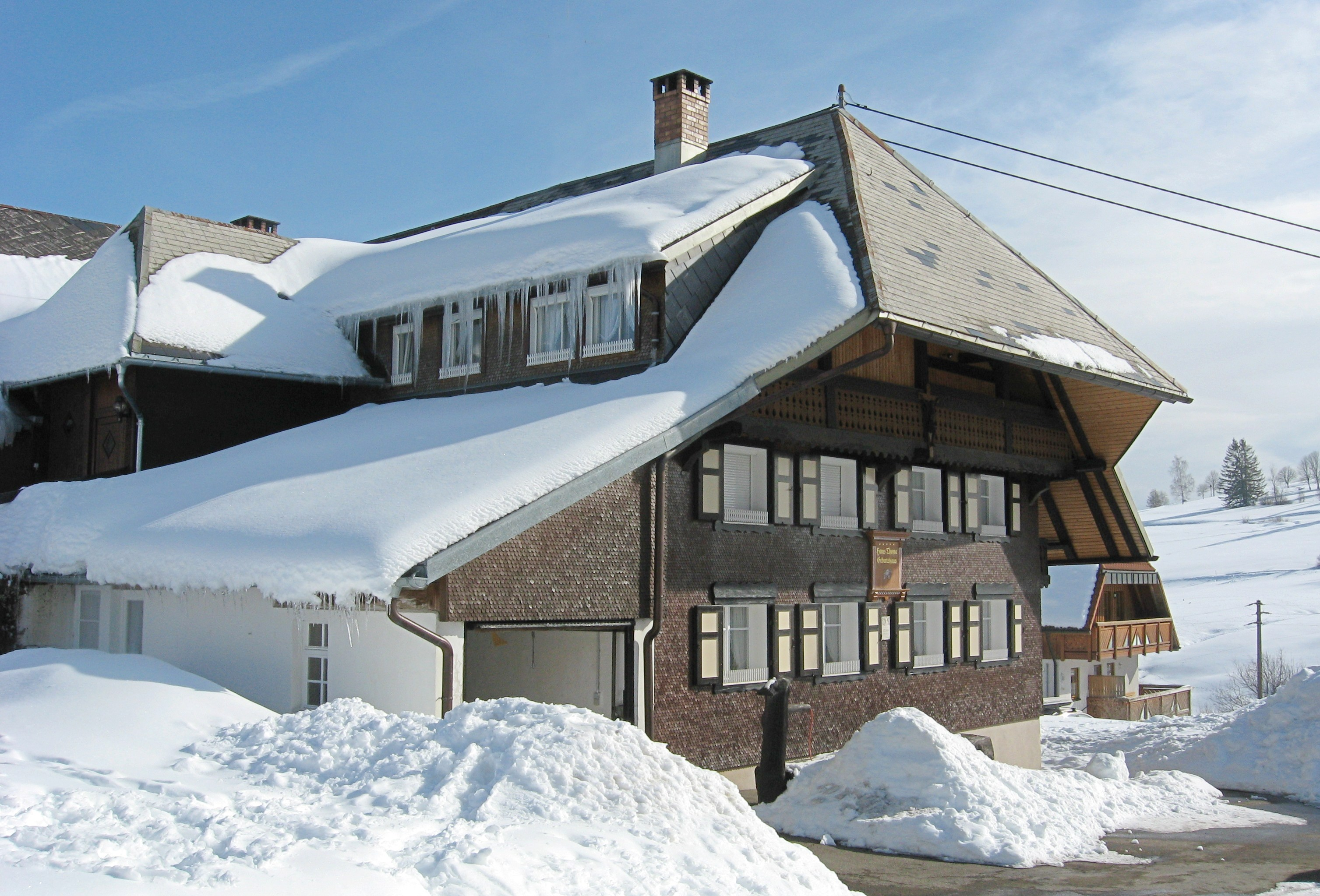
Thomas Geburtshaus in Bernau

Hans Thoma stammte aus einfachen Verhältnissen. Sein Vater Franz Joseph Thoma (1794–1855) war ein gelernter Müller und arbeitete als Holzarbeiter im Schwarzwald. Seine Mutter Rosa Thoma (1804–1897), geborene Mayer, stammte aus einer Kunsthandwerkerfamilie. Ihr Großvater stammte aus Menzenschwand und war ein Bruder des Großvaters von Franz Xaver und Hermann Winterhalter.
Die begonnenen Lehren, zuerst als Lithograph und Anstreicher in Basel, dann als Uhrenschildmaler in Furtwangen, brach er ab. Er betrieb autodidaktische Mal- und Zeichenstudien, bevor er 1859 von der Großherzoglichen Kunstschule in Karlsruhe aufgenommen wurde, wo er u. a. Schüler von Johann Wilhelm Schirmer und Ludwig Des Coudres war. 1866 beendete Thoma sein Studium.

### Wanderjahre

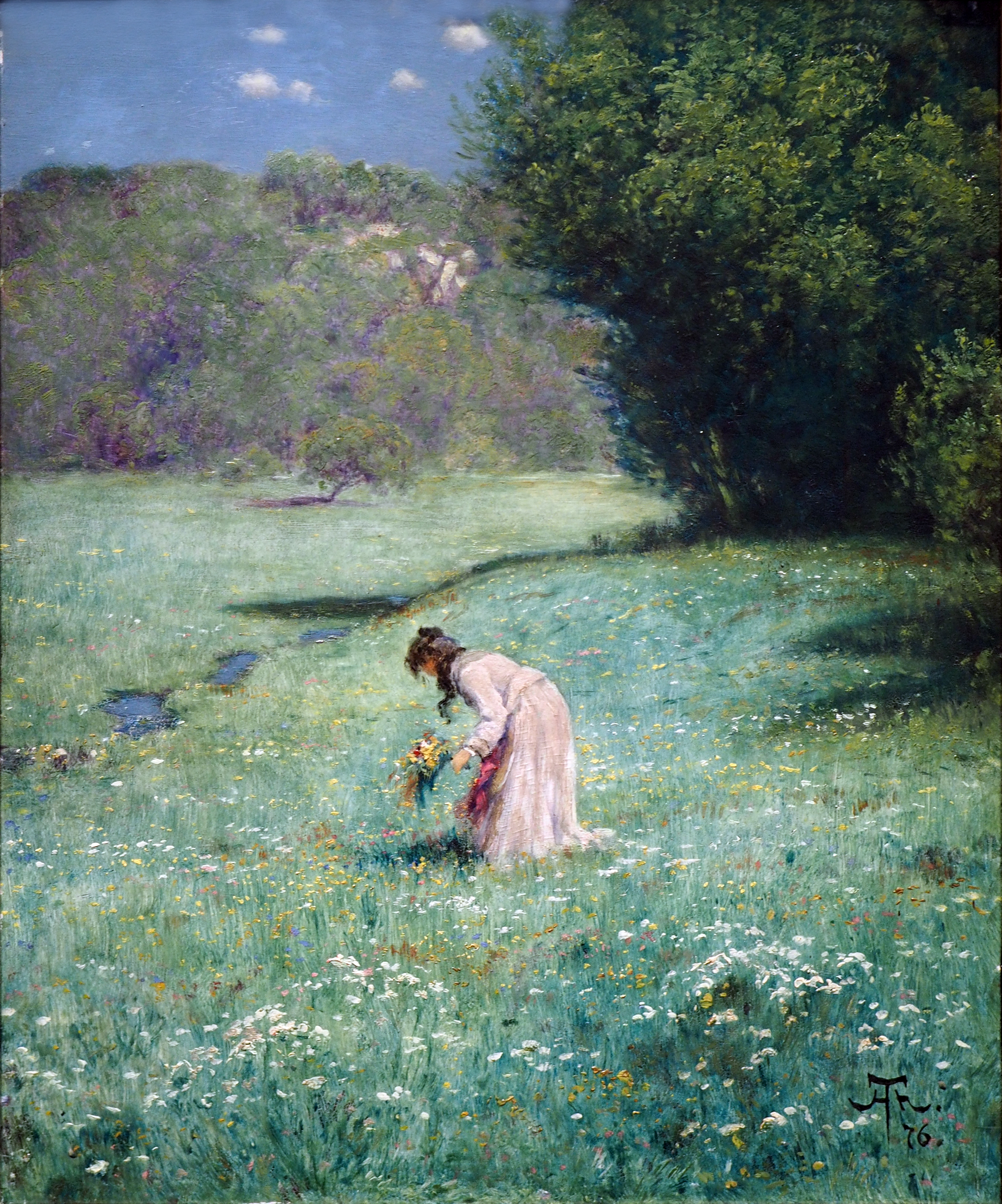
Auf einer Waldwiese, 1876, Hamburger Kunsthalle. Thomas Braut Cella war das Modell der weiblichen Figur im Bild

Nach Aufenthalten in Basel und Düsseldorf (1867–1868) ging er zusammen mit Otto Scholderer 1868 nach Paris, wo ihn besonders die Werke Gustave Courbets und der Schule von Barbizon beeindruckten. Thoma ging schließlich nach München, die damalige Kunsthauptstadt Deutschlands. Er lebte dort von 1870 bis 1876. 1874 reiste er erstmals nach Italien.
1877 heiratete Thoma die Blumen- und Stilllebenmalerin Cella Berteneder. Eine zweite Italienreise folgte 1880, nachdem er 1879 England bereist hatte und dort 1884 im Art Club Liverpool ausstellen sollte. Er war mit Arnold Böcklin befreundet und stand dem Leibl-Kreis nahe.

### Frankfurt und Kronberg

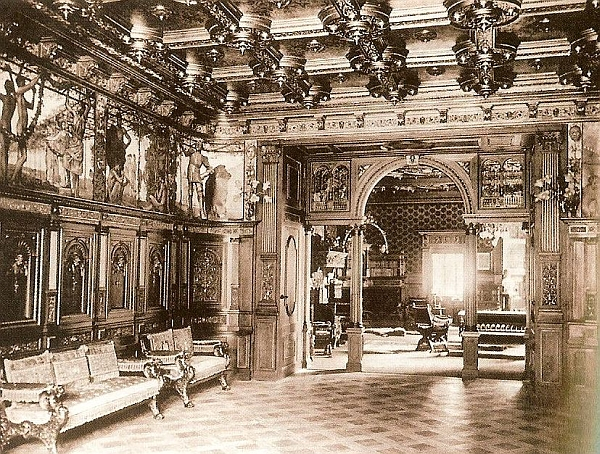
Interieur des Palais Pringsheim

Seit 1878 lebte Thoma im Frankfurter Westend, Haus an Haus mit dem Malerfreund Wilhelm Steinhausen, und in gemeinsamem Haushalt mit seiner Ehefrau, seiner Schwester Agathe und mit Ella, der 1878 adoptierten Nichte seiner Frau. Dort traf er unter anderem auf den in der Nachbarschaft (Mendelssohnstraße 69) lebenden SDAP-Politiker, Ex-Internatsdirektor und Privatgelehrten Samuel Spier und seine Frau, die Schriftstellerin und Kunstkritikerin Anna Spier. Die Spiers wie auch andere Bekannte Steinhausens unterstützten Thoma mit Aufträgen. Anna Spier schrieb Artikel und ein Porträt in Buchform über ihn; Thoma schuf für sie ein Exlibris und malte ein Porträt, das sich heute im Germanischen Nationalmuseum in Nürnberg befindet.
Von 1886 bis 1899 lebte er in der Frankfurter Wolfsgangstraße 150 und von 1896 bis 1898 zugleich auch in Oberursel in der Taunusstraße 20 (heute Altkönigstr. 20). Inschriften an beiden Häusern weisen darauf hin. Während dieser Zeit entstand auch der Fries mit mythologischen Szenen im Palais Pringsheim in München. Zeitweise beherbergte er den Schriftsteller Julius Langbehn. Der Erbauer des Wohnhauses der Thomas, Simon Ravenstein, unterstützte Thoma mit zahlreichen Aufträgen, deren erster 1882 die Ausmalung des Hauses des Architekten selbst war.
Thoma stand den Malern der Kronberger Malerkolonie nahe. 1899 bezog die vierköpfige Familie in Kronberg im Taunus eine Wohnung mit Atelier neben dem Friedrichshof, was Thoma als sichtbaren Ausdruck der lang ersehnten Anerkennung als Maler empfand.

### Karlsruhe

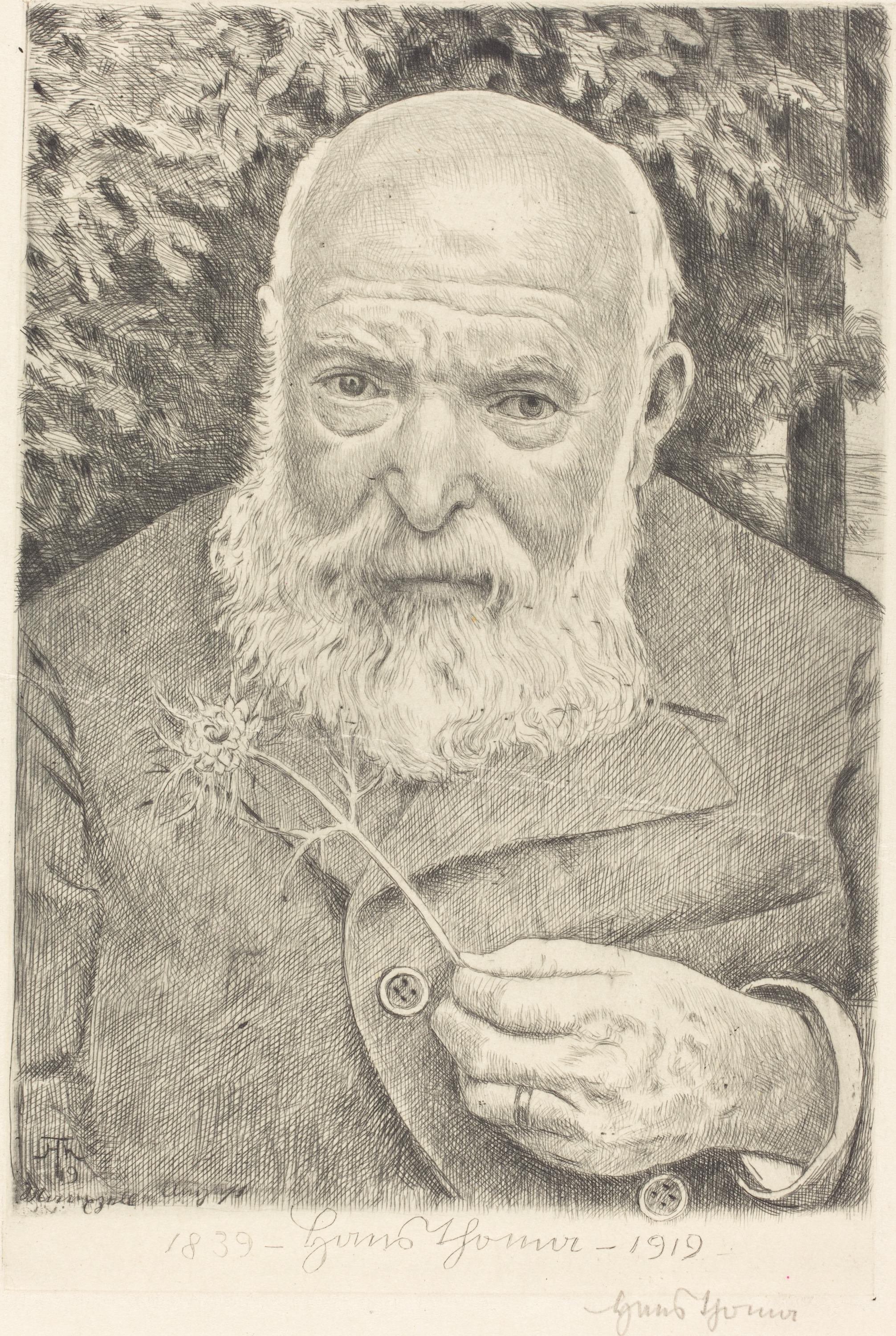
Selbstporträt mit Blume, 1919, National Gallery of Art

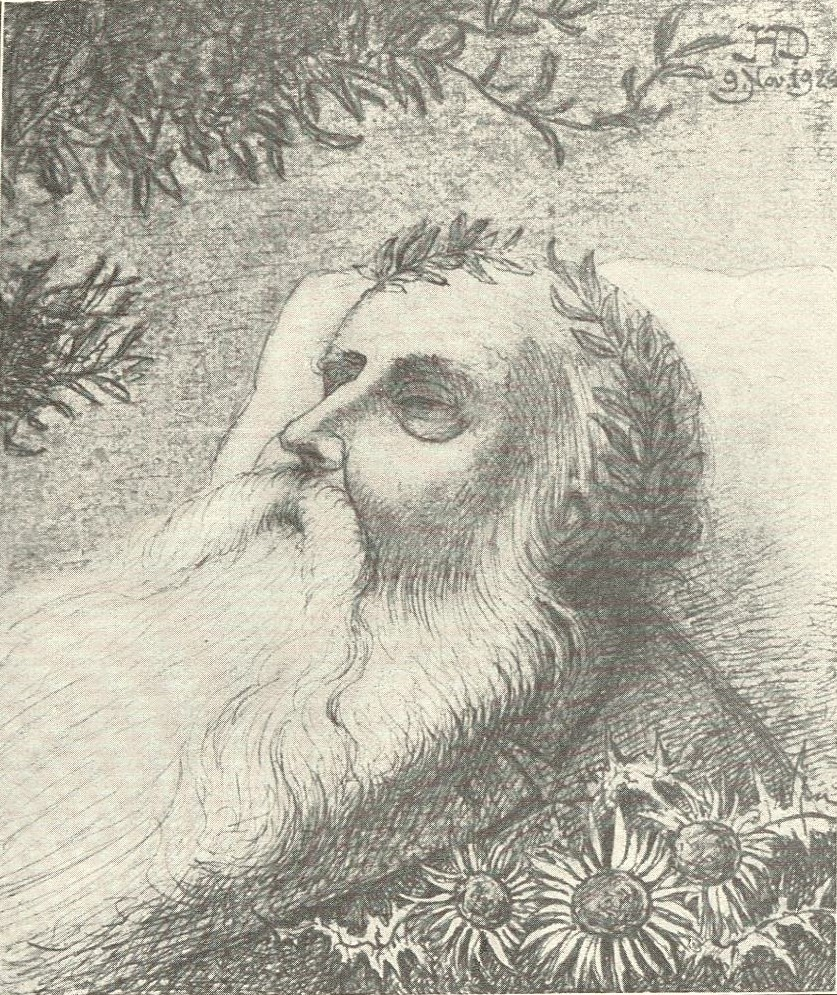
Hermann Dumler: Hans Thoma auf dem Totenbett

1899 wurde Hans Thoma zum Professor an der Großherzoglichen Kunstschule in Karlsruhe und zum Direktor der Kunsthalle Karlsruhe ernannt. Dieses Amt übte er bis 1920 aus. In der Kunsthalle stattete er die Thoma-Kapelle aus, die noch heute dort zu besichtigen ist; zu seinem 70. Geburtstag eröffnete ein Anbau mit Thoma-Museum. Die Karlsruher Zeit wurde überschattet durch den Tod seiner Frau Cella 1901, der Thoma jahrelang depressiv stimmte. Thoma wohnte nunmehr mit seiner Schwester in Karlsruhe.
Seit seiner Ausstellung im Münchner Kunstverein 1890 wurde er allgemein in Deutschland anerkannt. Thoma gehörte bis um etwa 1910 zu den angesehensten Malern Deutschlands. Meyers Großes Konversations-Lexikon hielt 1909 fest, er sei „einer der Lieblingsmaler des deutschen Volkes geworden“, eine Bezeichnung, die 2013 vom Frankfurter Städel-Museum mit der Ausstellung Hans Thoma. „Lieblingsmaler des deutschen Volkes“ aufgegriffen wurde.
Von 1905 bis 1918 war Thoma vom Großherzog ernanntes Mitglied der Ersten Kammer des Badischen Landtags. Im Oktober 1914 gehörte er zu den Unterzeichnern des Manifestes der 93, dessen Text zu Beginn des Ersten Weltkrieges den deutschen Militarismus zu verteidigen versuchte und bestritt, dass Kriegsgräuel in Belgien stattgefunden hatten. 1919 organisierten Ernst Oppler und Lovis Corinth eine Geburtstagsfeier anlässlich seines 80.
Hans Thoma starb im November 1924 im Alter von 85 Jahren in Karlsruhe.

## Künstlerische Entwicklung und Bedeutung

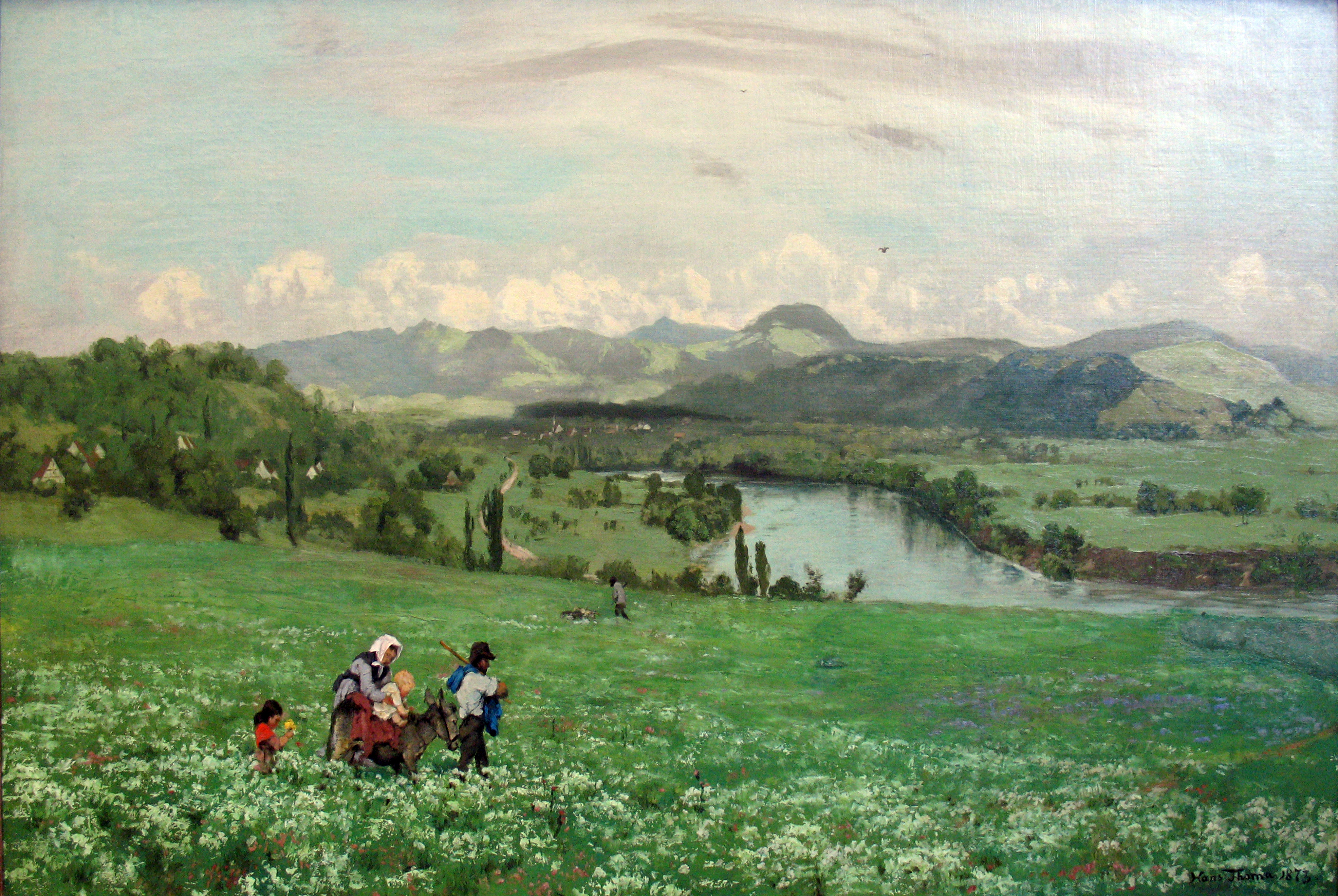
Der Rhein bei Säckingen, 1873, Alte Nationalgalerie

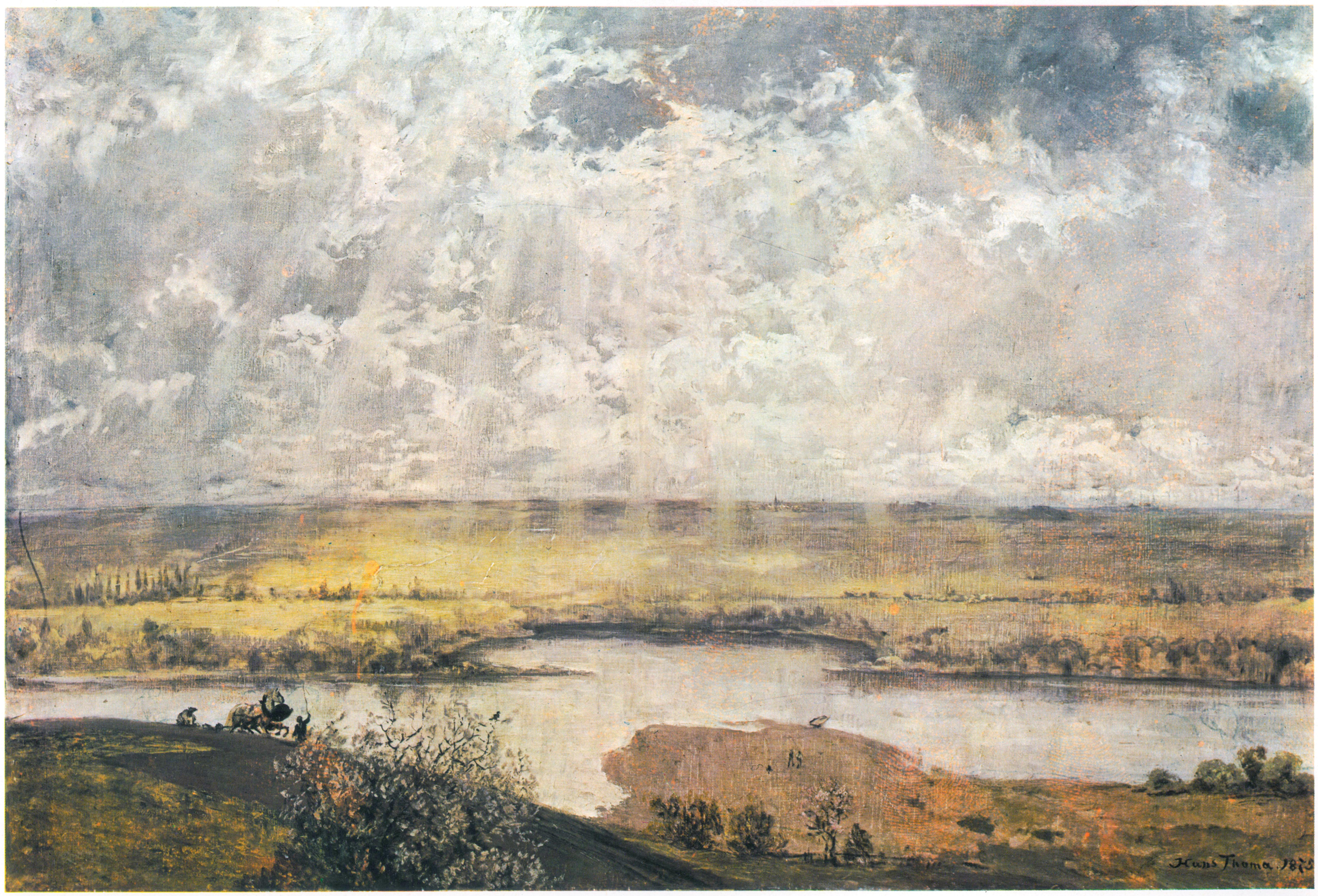
Mainebene, 1875, Museum für Franken

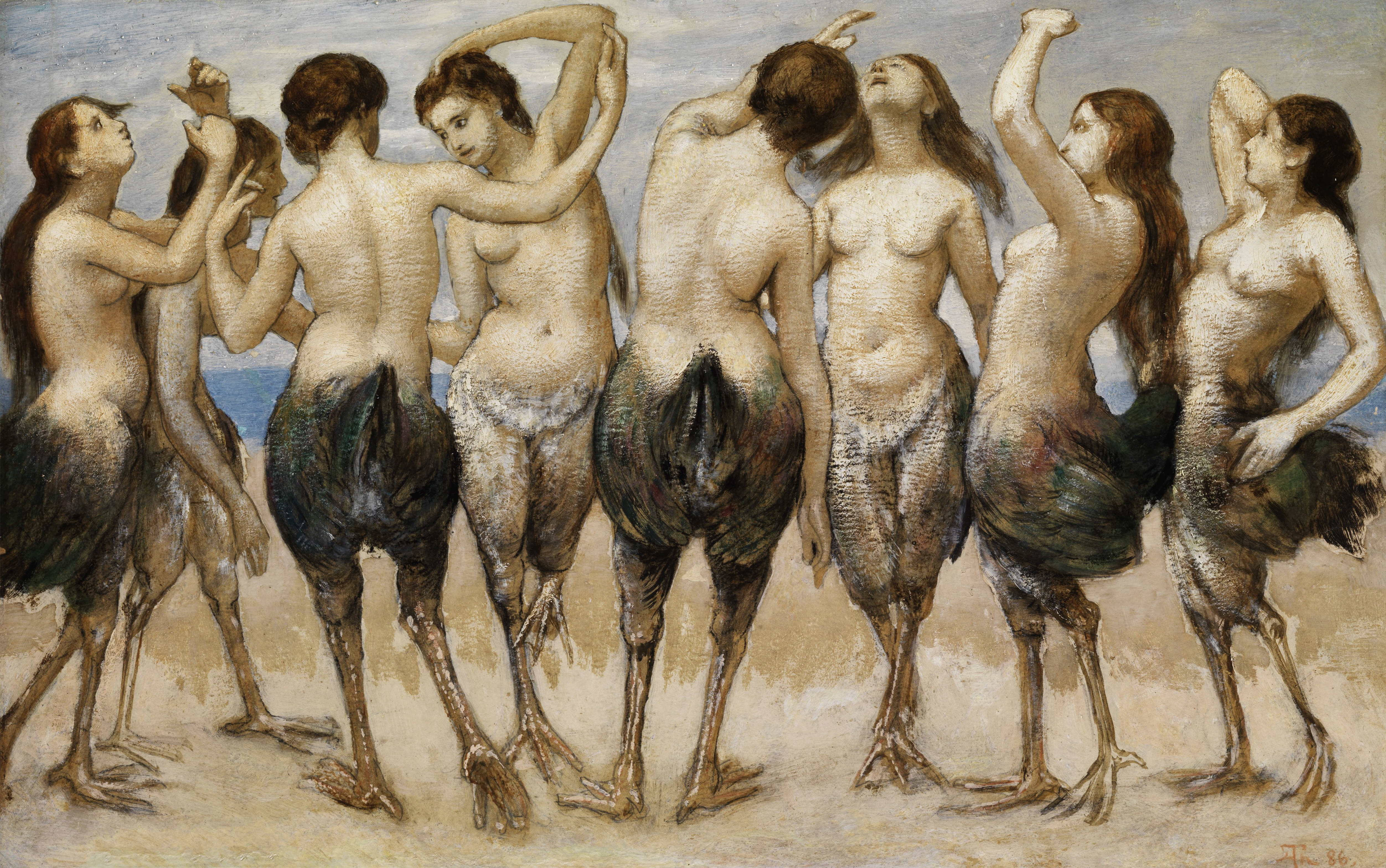
Acht tanzende Frauen in Vogelkörpern, 1886

Thomas Frühwerke sind von einem lyrischen Pantheismus geprägt. In seiner Münchner Zeit malte er vor allem Landschaften. In Frankfurt standen Arbeiten mit erzählerischem oder allegorischem Inhalt im Mittelpunkt seines Schaffens. Im Alter arbeitete er intensiv an seiner „Thoma-Kapelle“, die er mit Szenen aus dem Leben und Wirken Jesu Christi ausschmückte.
Als seine besten und authentischsten Werke gelten noch heute seine Landschaften (Schwarzwald, Oberrheinebene und Taunus) und die Porträts seiner Freunde und Angehörigen wie auch seine Selbstporträts. Weniger überzeugen können heute oft grotesk überzeichnete, realistische, mythologisch-religiöse Darstellungen, die stark von Arnold Böcklin beeinflusst sind.
Er gehörte zur bevorzugten Auswahl zeitgenössischer Künstler, die das Komité zur Beschaffung und Bewertung von Stollwerckbildern dem Kölner Schokoladeproduzent Ludwig Stollwerck zur Beauftragung für Entwürfe vorschlug.
Der Kunsthistoriker Henry Thode stilisierte Thomas Werk zu einer Verkörperung nationaler Identität, womit der Vereinnahmung durch die nationalsozialistische Kunstideologie der Boden bereitet wurde. Der Artikel Kampfbund für deutsche Kultur gibt diesbezüglich einen Hinweis, wie völkisch gesinnte Kreise die Hans-Thoma-Schule in Karlsruhe zu einem Zentrum deutschtümelnder Strömungen (Antisemitismus, Antikapitalismus und Heimatkunst) entwickelten. 2023 präsentierte der Hans-Thoma-Preisträger Marcel van Eeden die Ausstellung 1898, in der anhand der Reise Thomas zur Rembrandt-Ausstellung in Amsterdam anhand diverser Dokumente hergeleitet wird, dass Thoma aktiver Antisemit gewesen sei. Dagegen gab es einzelnen Widerspruch, welcher aus Sicht der Staatlichen Kunsthalle Karlsruhe „massive Verletzungen von Standards des guten wissenschaftlichen Arbeitens“ aufwies, weswegen eine erneute Stellungnahme veröffentlicht wurde. Eine ausführliche Besprechung des Künstlerbuches 1898 durch den Kunsthistoriker und Kurator Andreas Strobl kommt dagegen zum Schluss, „Van Eedens Vorbehalte gegen Thoma seien ihm unbenommen und stehen für eine kritische Einstellung gegenüber historischen Zusammenhängen. Dass er jedoch aus diesem Impuls heraus das Bild eines womöglich durch und durch antisemitischen Künstlers suggestiv konstruiert und dies als ‚Forschungsergebnis‘ präsentiert sehen möchte, wird weder einer kritischen Auseinandersetzung mit dem Lebenswerk Hans Thomas noch mit dem Antisemitismus in Thomas Zeit gerecht. Forschung, so betrieben, wird zur Agitation.“
Zu Thomas Schülern zählte unter anderem der spätere Leiter der Keramikfachschule Landshut Hermann Haas.
Biografische und künstlerische Parallelen zu Thoma finden sich bei dem etwas jüngeren Frankfurter Künstler Johann Georg Mohr.
Zu Thomas Freunden und Bekanntenkreis gehörte auch eine Reihe angesehener Poeten, Schriftsteller und Zeitschriftenherausgeber, wie Otto Julius Bierbaum, die sich nicht selten in Thomas Sommerfrische Finsterwalde, Tegernsee, trafen. Von Bierbaum und seiner Frau Gemma sind jeweils zumindest eine Zeichnung von Thoma bekannt.

## Ehrungen
- In Bernau im Schwarzwald gründete der Bürgermeister Ludwig Baur 1949 das Hans-Thoma-Kunstmuseum[17] in dem Ölgemälde, Grafiken, kunstgewerbliche Arbeiten und Lebensdokumente einen Einblick in das Werk des Künstlers geben.
- In Oberursel zeigt die Hans-Thoma-Gedächtnisstätte im Vortaunusmuseum Originale Thomas.
- Der Landespreis für Bildende Kunst Baden-Württemberg hieß bis Februar 2024 Hans-Thoma-Preis.[18]
- Mehrere Schulen, überwiegend in Baden-Württemberg, tragen den Namen des Malers, darunter das Hans-Thoma-Gymnasium Lörrach.
- Viele Straßen und Plätze wie etwa in Berlin, Bremen, Frankfurt am Main, Heidelberg, Karlsruhe, Mannheim, Potsdam und Wiesbaden wurden nach ihm benannt. An der Beschilderung der Straße in Karlsruhe wird 2025 auf Initiative der Grüne-Fraktion im Karlsruher Stadtrat eine Kommentierung angebracht, die auf die antisemitische Einstellung des Künstlers hinweist.[19]
- Der Gemeinderat von St. Blasien verlieh ihm am 25. September 1919 (Urkunde vom 2. Oktober 1920) das Ehrenbürgerrecht; außerdem ist hier ein Weg im Norden der Stadt nach ihm benannt.[20]
- Um 1870 schuf er vier eindrucksvolle Darstellungen von Laufenburg; die Stadt ehrte ihn dafür mit der Benennung einer 1932 fertiggestellten Schule sowie eines Weges.[21]
- Ein steinernes Porträt Thomas gehört zu den Figuren, die als Wasserspeier die Säulen des Stephanienbrunnens in Karlsruhe verzieren.
- Am 1. September 1993 wurde ein Asteroid nach ihm benannt: (5492) Thoma.

## Hauptwerke

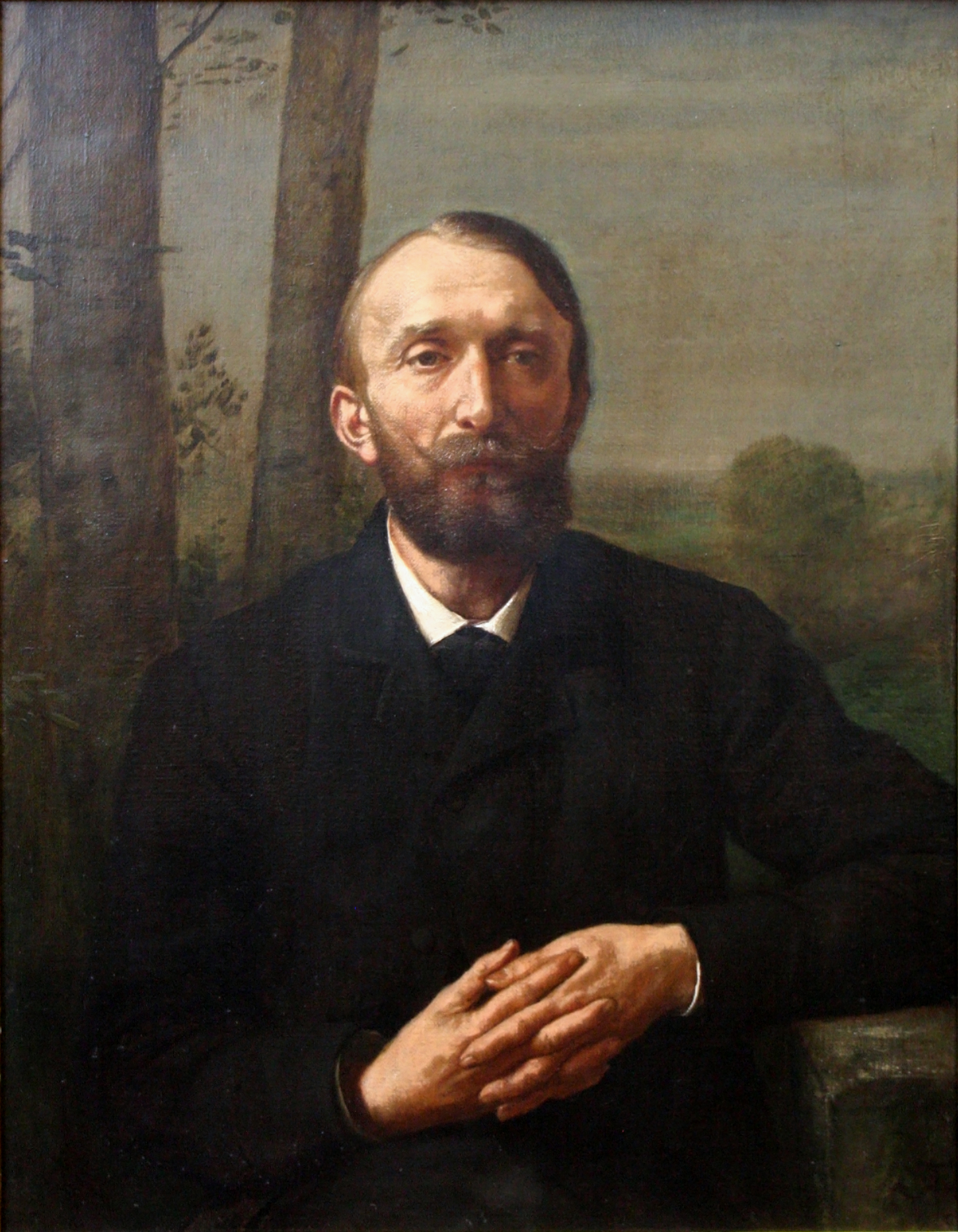
Der Kunstschriftsteller Conrad Fiedler, 1884, Alte Nationalgalerie

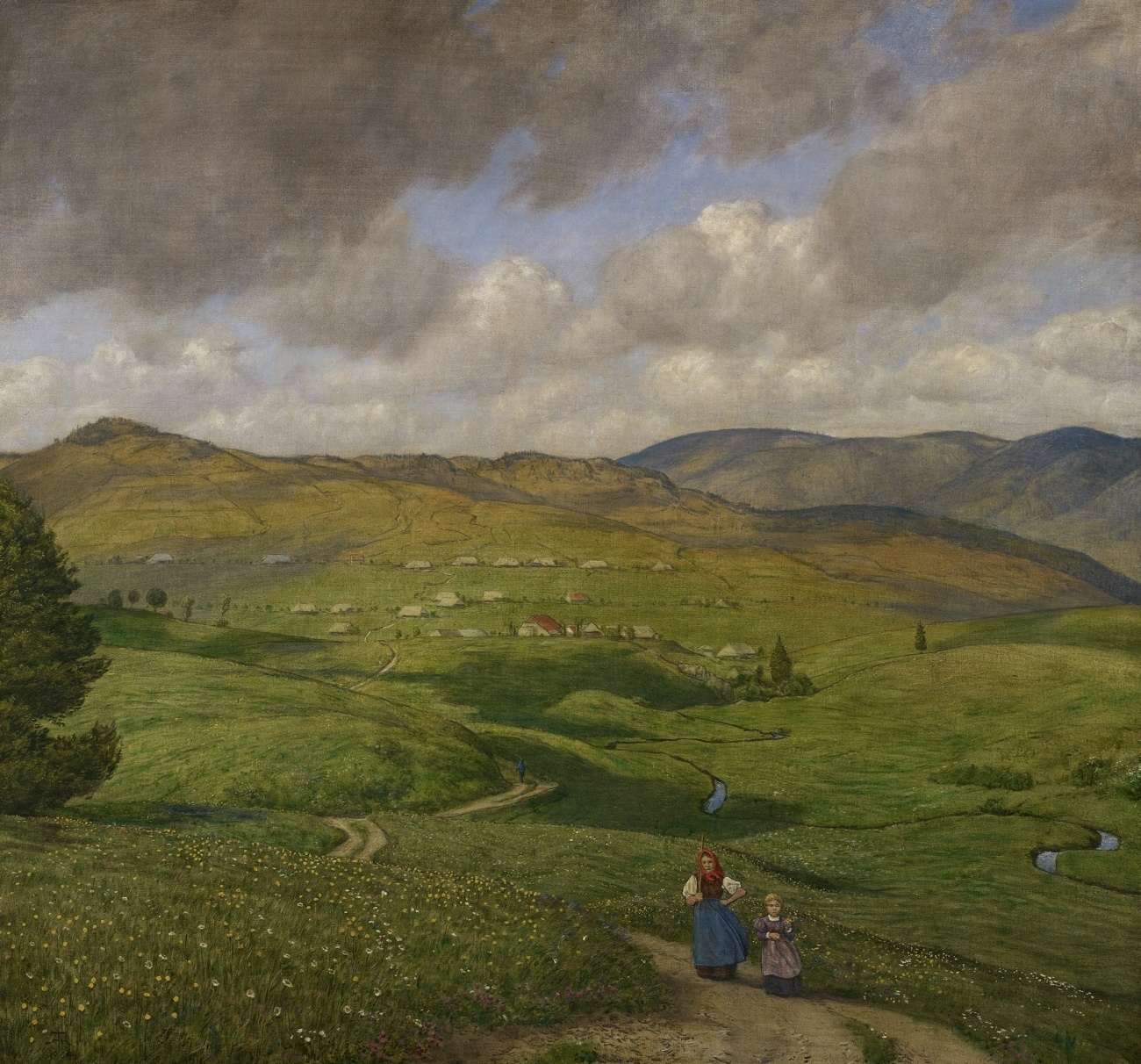
Tal bei Bernau, 1904, Hans-Thoma-Museum Bernau

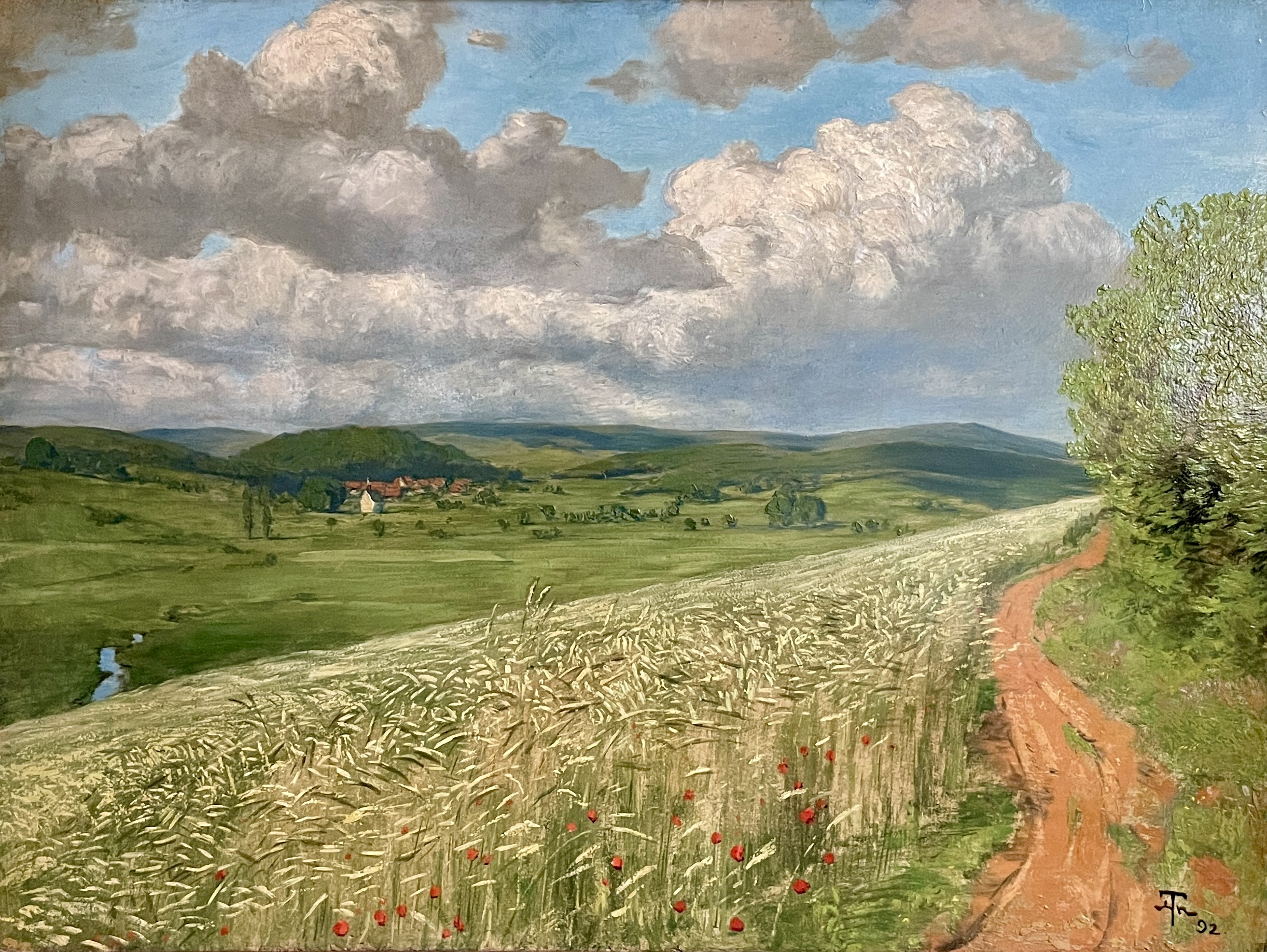
Das Kornfeld, 1892, Hans-Thoma-Museum Bernau

- Der Bienenfreund, 1863, Kunsthalle Karlsruhe
- Schwarzwaldlandschaft, 1867, Kunsthalle Bremen
- Porträts der Mutter und Schwester, 1868, Museum Folkwang Essen
- Der Ziegenhirt, 1869, Landesmuseum Mainz
- Schwarzwaldlandschaft, 1872, Staatliche Museen Berlin
- Kinderreigen, 1872, Querformat, Kunsthalle Karlsruhe
- Der Rhein bei Laufenburg, 1870, Alte Nationalgalerie Berlin
- Der Rhein bei Säckingen, 1873, Hans-Thoma-Museum Bernau
- Der Rhein bei Säckingen, 1873, Alte Nationalgalerie Berlin
- Gesang im Grünen, um 1875, Landesmuseum Hannover
- Religionsunterricht, 1878, Privatbesitz
- Zitronenverkäuferin, 1880, Sammlung Sander
- Taunuslandschaften, 1881 und 1890, Neue Pinakothek München
- Heuernte, 1883, Kurpfälzisches Museum Heidelberg
- Kinderreigen, 1884, Hochformat, Privatbesitz
- Der Kunstschriftsteller Conrad Fiedler, 1884, Alte Nationalgalerie Berlin
- Bogenschützen, 1887, Alte Nationalgalerie Berlin
- Der Angler, 1888, Städtische Kunstsammlungen Bonn
- Mondscheingeiger, 1890, Privatbesitz
- Einsamkeit, 1894, Privatbesitz
- Der Hüter des Tales, 1893, Galerie Neue Meister Dresden
- Tal bei Bernau, 1904, Hans-Thoma-Kunstmuseum Bernau
- Das wandernde Bächlein, 1906
- Folge von zwölf Monats-, acht Planeten- und zehn Christusbildern, 1906–1908, Kunsthalle Karlsruhe

Die wichtigsten Thoma-Sammlungen besitzen das Städelsche Kunstinstitut in Frankfurt und die Staatliche Kunsthalle Karlsruhe.

## Veröffentlichungen
- Der Landschaftsmaler. Ein Malbuch für Kinder. 1904 (Digitalisat)
- Festkalender von Hans Thoma. Verlag von E. A. Seemann, Leipzig. Mappe mit 31 farbigen Tafeln (Bilder [commons]).
- Im Herbste des Lebens. Gesammelte Erinnerungsblätter. 1909
- Im Winter des Lebens. Lebenserinnerungen. 1919 (zeno.org).
- Wege zum Frieden. 1919
- Jahrbuch der Seele. 1922

## Ausstellungen (Auswahl)
- 1920: Maler des Schwarzwaldes. Ausstellung anlässlich des 80. Geburtstags von Hans Thoma. Colombischlössle, Freiburg.
- 1956: Deutsche Malerei seit Caspar David Friedrich – Ausgewählte Meister. Wolfsburg, Volkswagenwerk.
- 1974: Hans Thoma 1839 – 1924. Gedächtnisausstellung zum 50. Todestag. Graphik aus der Sammlung Julius Schwoerer. Augustinermuseum, Freiburg; mit Katalog.
- 1989: Hans Thoma - Lebensbilder. Augustinermuseum, Freiburg; mit Katalog.
- 2011: Hans Thoma im Gespräch. Dreiländermuseum Lörrach.
- 2013: Hans Thoma. Lieblingsmaler des deutschen Volkes. Städel-Museum, Frankfurt am Main; mit Katalog.
- 2014: Hans Thoma. Stationen eines Künstlerlebens. Hans-Thoma-Kunstmuseum, Bernau im Schwarzwald.
- 2018: Hans Thoma. Wanderer zwischen den Welten. Museum LA8, Baden-Baden; mit Katalog.
- 2024: Hans Thoma. Ein Maler als Museumsdirektor. Staatliche Kunsthalle Karlsruhe
- 2024/25: Hans Thoma – Zwischen Poesie und Wirklichkeit. Augustinermuseum, Freiburg.